# 木吉语
木吉语是一种由中国夫拉族使用的彝语支方言连续体。木吉语方言為北部木吉语、期腊木吉语、南部木吉语和伯卡–富马语(Pelkey 2011)。
其中Pelkey (2011)中
研究了金平苗族瑶族傣族自治县阿德博乡普家寨的南木吉方言。
期腊木吉语在以下三個村莊裡使用(Pelkey 2011:166)：
- 金平县南部老集寨乡期腊[3]
- 金平县南部金水河镇湾潭
- 越南莱州省西北芒贡

## 音系
期腊方言有软腭边塞擦音/kʰ, k, ɡʟ̝/(Pelkey 2011: 243)。